# Hällaryds landskommun
Hällaryds landskommun var en tidigare kommun i Blekinge län.

## Administrativ historik
När 1862 års kommunalförordningar började gälla inrättades över hela landet cirka 2 400 landskommuner, de flesta bestående av en socken. Därutöver fanns 89 städer och 8 köpingar, som då blev egna kommuner.
Denna kommun bildades i Hällaryds socken i Bräkne härad i Blekinge.
Vid kommunreformen 1952 bildade Hällaryd storkommun genom sammanläggning med den tidigare kommunen  Åryd. Området uppgick 1967 i Karlshamns stad från 1971 Karlshamns kommun.
Kommunkoden 1952–70 var 1014.

### Kyrklig tillhörighet
I kyrkligt hänseende tillhörde kommunen Hällaryds församling. Den 1 januari 1952 tillkom Åryds församling.

## Geografi
Hällaryds landskommun omfattade den 1 januari 1952 en areal av 171,97 km², varav 162,98 km² land.

### Tätorter i kommunen 1960
| Tätort   | Folkmängd |
| -------- | --------- |
| Åryd     | 395       |
| Hällaryd | 350       |

Tätortsgraden i kommunen var den 1 november 1960 25,0 procent.

## Politik

### Mandatfördelning i valen 1938–1962
| 10 | 2 | 7 | 6 |

| 25 |

| 12 | 5 | 3 | 5 |

| 25 |

| 2 | 9 | 4 | 5 | 2 | 3 |

| 25 |

| 18 | 9 | 4 | 4 |

| 33 |

| 19 | 8 | 3 | 5 |

| 32 |

| 18 | 10 | 3 | 4 |

| 31 |

| 19 | 10 | 3 | 3 |

| 28 | 7 |